# Carlo Cessi
Carlo Cessi (Pomponesco, 1806 – Castel Goffredo, ...) è stato un patriota italiano.

## Biografia
Figlio di Giovanni Giuseppe, chirurgo, e di Anna Sevini, nacque a Pomponesco nel 1806. 
Nel 1834 sposò ad Acquanegra Teresa Sangiorgi, con la quale aprì un esercizio di caffetteria in loco.
Nel 1843 si trasferirono a Medole, esercitando la stessa attività, e qui nacque il loro quarto figlio Gelasio. Negli anni successivi la famiglia si stabilì a Castel Goffredo.
Nel marzo 1852 venne coinvolto nelle vicende legate ai Martiri di Belfiore a seguito delle rivelazioni di un altro mazziniano locale, Omero Zanucchi. Fu arrestato dagli austriaci e tradotto nelle carceri del castello di San Giorgio a Mantova il 13 marzo 1852 per diffusione di stampa sovversiva. 
Fu compagno di cella di Tito Speri, protagonista delle Dieci giornate di Brescia, che gli affidò un fazzoletto a scacchi da portare alla sorella Santina. Era il lasciapassare per la consegna di documenti antiaustriaci al Cessi, ma questi uscì dal carcere (19 marzo 1853) dopo la condanna a morte dello Speri, avvenuta a Belfiore il 3 marzo 1853.
Carlo Cessi fu anche il nonno di un altro castellano illustre, il maestro cattolico Anselmo Cessi, assassinato a Castel Goffredo il 19 settembre 1926.